# Haislas
Les Haislas, aussi connus comme Xa’islak’ala, X̄a’islakʼala, X̌àʼislakʼala, X̣aʼislak’ala, Xai:sla, sont un peuple nord-amérindien de Colombie-Britannique au Canada. Leur langue est le haisla. Leurs territoires traditionnels s'étendent sur une grande partie du bassin hydrographique du chenal Douglas. Le siège de leur communauté est situé à Kitamaat Village sur une de leurs réserves, près de la ville de Kitimat. Le terme Haila est originellement un toponyme associé au delta de la rivière Kitimat et signifiant : à l'aval de la rivière ou du chenal.

## Organisation sociale et territoriale
Historiquement les Haislas sont composés de deux bandes voisines dont le territoire se situe au sud de l'actuel district régional de Kitimat-Stikine. Celle de Kitamaat occupait les régions des chenaux Douglas et Devastation tandis que celle de Kitlope occupait les voisinages des chenaux Gardner et Princess Royal. Ces deux bandes sont aujourd'hui fusionnées. Les Haislas se rattachent par ailleurs à quatre clans matrilinéaires portant le nom d'un animal : Castor, Corbeau, Aigle et Orque-Poisson-noir-Saumon ; chacun disposant d'un chef et d'une matriarche. Trois autres clans : Corneille, Grenouille et Loup, aux effectifs trop faibles, ont fusionnés avec les précédents.

## Culture matérielle
Les Haislas, traditionnellement, tirent leur nourriture de la cueillette, de la chasse et de la pêche. La chasse procure : chèvres des montagnes, castors, ours et cerfs. La pêche concerne en particulier les saumons et l'eulakane ou encore le hareng, les coquillages et les mammifères marins. Le tronc du cèdre rouge (Thuja plicata) est creusé pour fabriquer des canoës tandis que son écorce est transformée en cordes, panier et permet aussi la confection de vêtements.

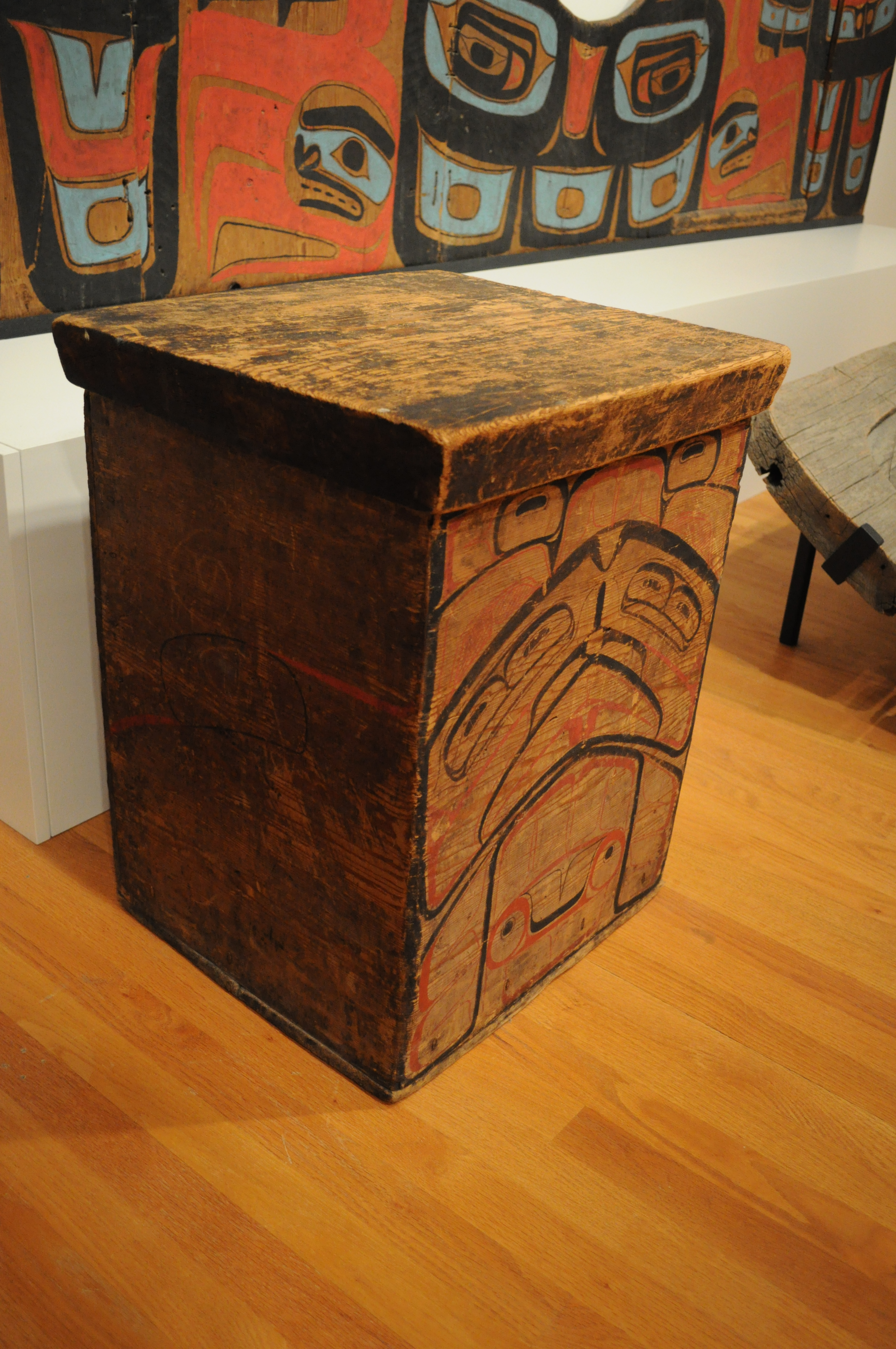
Coffre (1875)
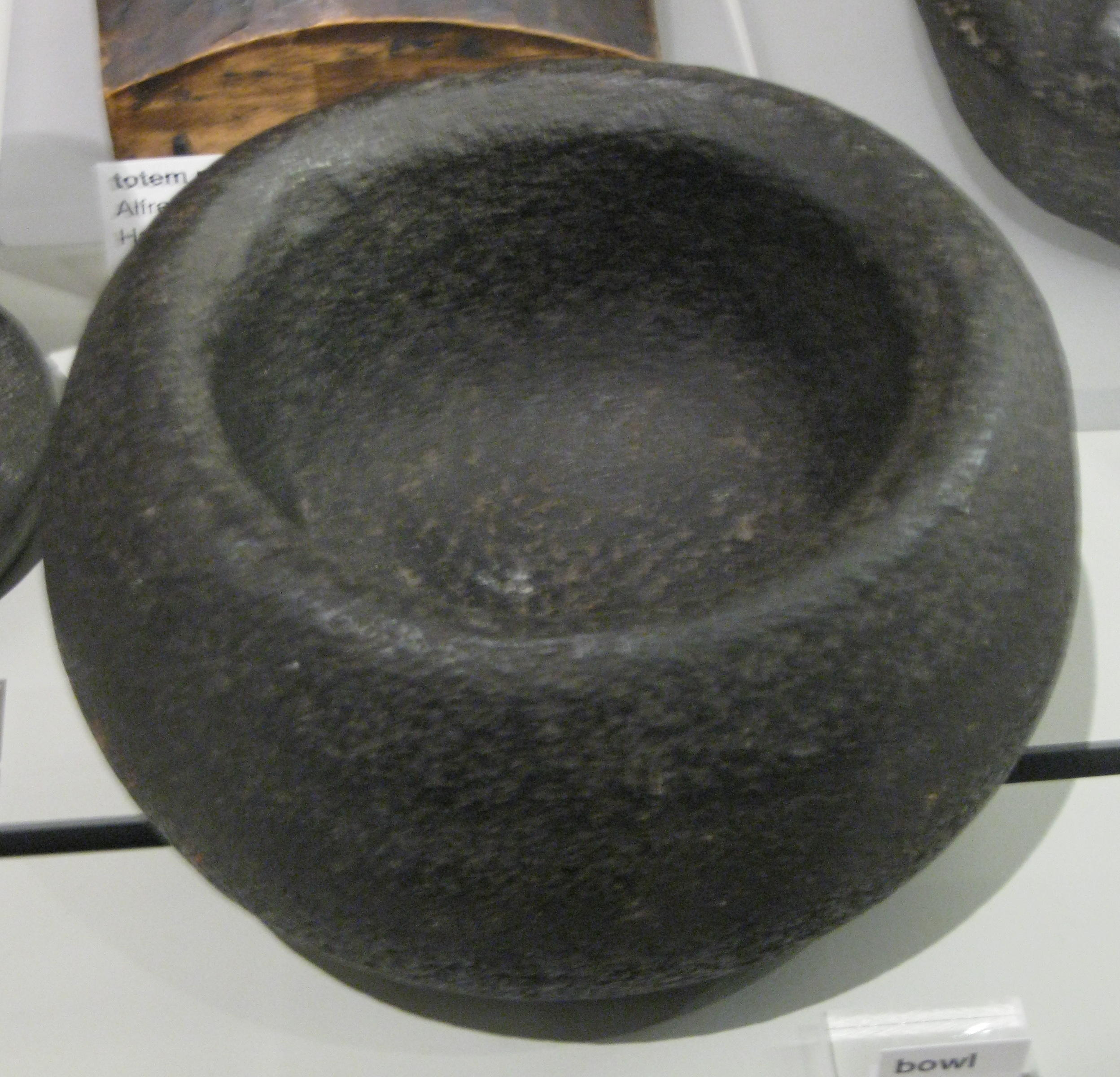
Bol
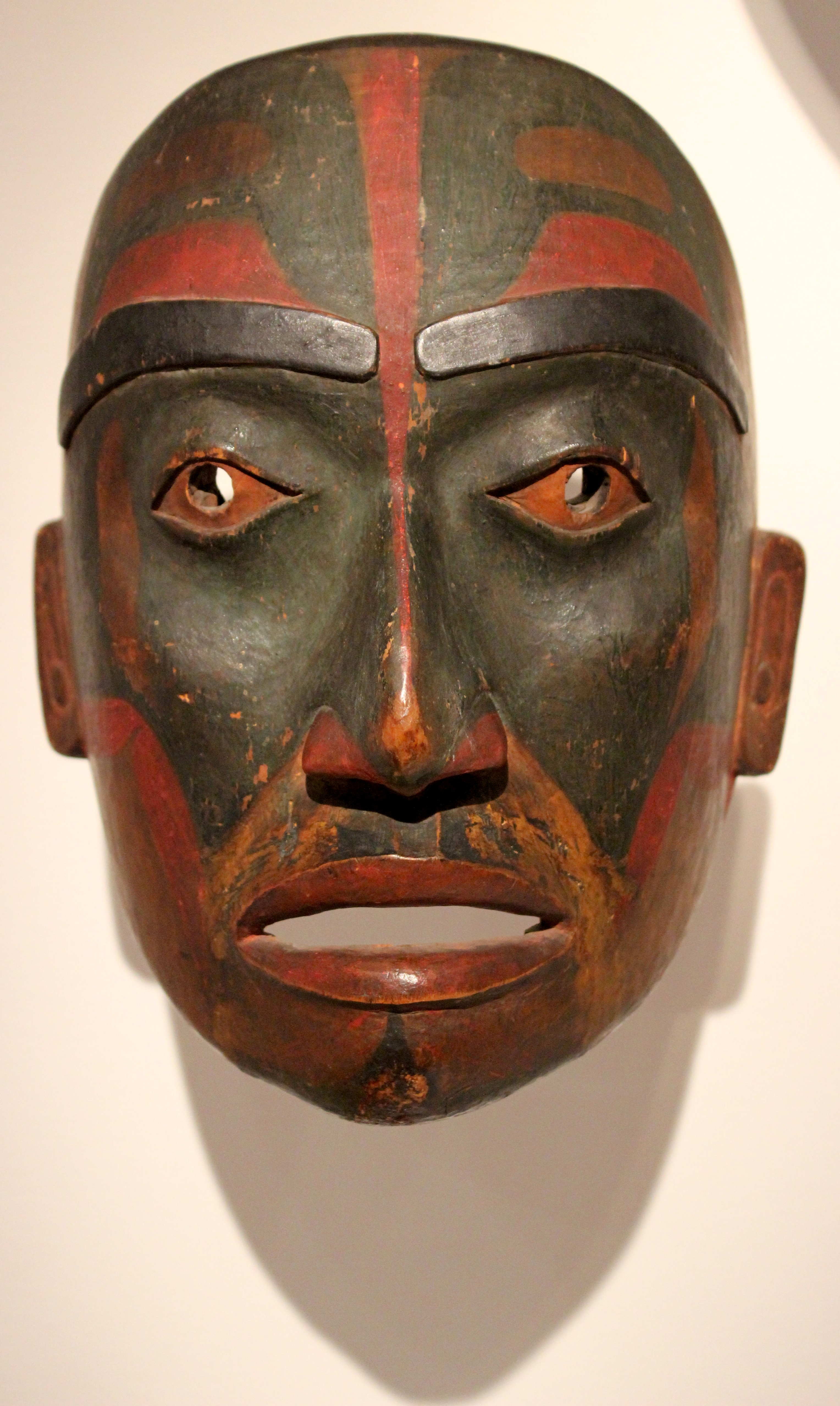
Masque
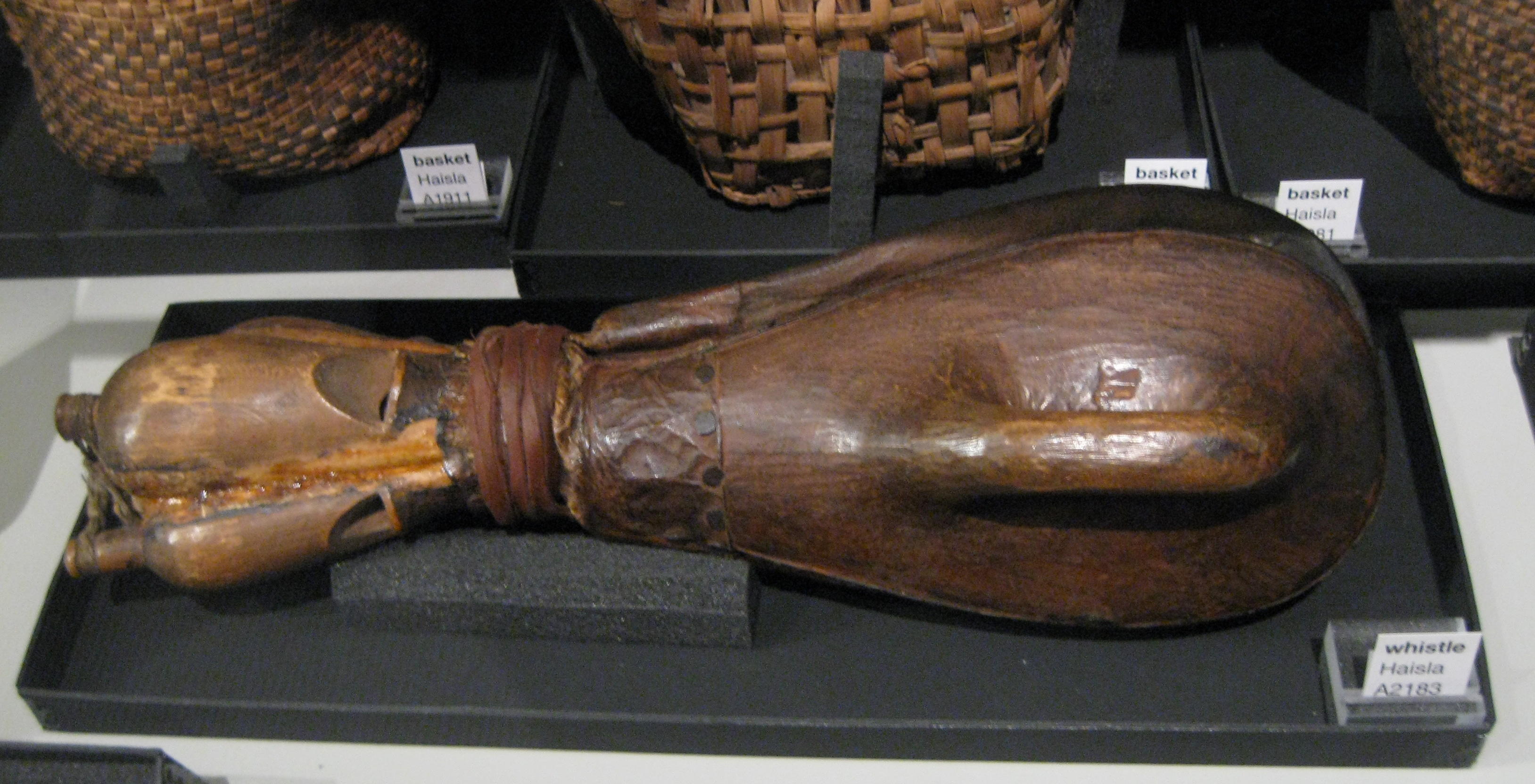
Flute